# خواکیم فیشر نیلسن
خواکیم فیشر نیلسن (دانمارکی: Joachim Fischer Nielsen؛ زادهٔ ۲۳ نوامبر ۱۹۷۸) بدمینتون‌باز اهل دانمارک است.